# Jaroslav Kocourek
Jaroslav Kocourek (* 17. června 1949) je český maratonec. Reprezentoval Československo v maratonském běhu a později na ultramaratonských tratích.
Jeho osobní rekord v maratonu 2:15:16 byl roce 1977 desátým nejlepším na světě. V roce 1998 překonal výkonem 423 km světový halový rekord na 48 hodin a o rok později se stal v této disciplíně mistrem světa.
Byl také mezinárodním mistrem Německa v běhu na 48 hodin a Anglie na 24 hodin.
Čtyřikrát zvítězil v prestižním šestidenním závodě v australském Colacu. Jeho výkon 925 km patří k nejlepším světovým výkonům na této trati.